# Athletissima 2012
Athletissima 2012 byl lehkoatletický mítink, který se konal 23. srpna 2012 v švýcarském městě Lausanne. Byl součástí série mítinků Diamantová liga.

## Výsledky
- Archiv výsledků zde [1]

### Muži
| Disciplína       | 1. místo                    | 2. místo                     | 3. místo                      |
| 100 m            | Yohan Blake 9,69 Rekord DL  | Tyson Gay 9,83               | Nesta Carter 9,95             |
| 200 m            | Usain Bolt 19,58            | Churandy Martina 19,85       | Nickel Ashmeade 19,95         |
| 400 m            | Kirani James 44,37          | Luguelín Santos 45,03        | Kévin Borlée 45,27            |
| 1500 m           | Silas Kiplagat 3:31,78      | Mekonnen Gebremedhin 3:31,86 | Matthew Centrowitz 3:31,96    |
| 110 m překážek   | Jason Richardson 13,08      | David Oliver 13,14           | Hansle Parchment 13,15        |
| 3 000 m překážek | Paul Kipsiele Koech 8:05,80 | Jairus Kipchoge 8:06,38      | Bernard Mbugua Nganga 8:08,33 |
| Skok do výšky    | Mutaz Essa Baršim 239 cm    | Ivan Uchov 237 cm            | Robert Grabarz 237 cm         |
| Skok o tyči      | Renaud Lavillenie 580 cm    | Malte Mohr 580 cm            | Steven Lewis 580 cm           |
| Hod diskem       | Gerd Kanter 65,79 m         | Lawrence Okoye 65,27 m       | Frank Casañas 65,24 m         |

### Ženy
| Disciplína     | 1. místo                  | 2. místo                            | 3. místo                         |
| 100 m          | Carmelita Jeterová 10,86  | Shelly-Ann Fraserová-Pryceová 10,86 | Kelly-Ann Baptiste 10,93         |
| 800 m          | Pamela Jelimová 1:57,59   | Marija Savinovová 1:58,10           | Jelena Kofanowa 1:58,36          |
| 3 000 m        | Mercy Cherono 8:40,59     | Sylvia Jebiwott Kibetová 8:42,44    | Veronica Nyaruai 8:43,54         |
| 100 m překážek | Dawn Harperová 12,43      | Queen Harrison 12,62                | Virginia Powell 12,64            |
| 400 m překážek | Kaliese Spencerová 53,49  | Melaine Walkerová 53,74             | Perri Shakesová-Draytonová 53,83 |
| Skok daleký    | Jelena Sokolovová 689 cm  | Blessing Okagbareová 673 cm         | Janay DeLoachová 671 cm          |
| Trojskok       | Olga Rypakovová 14,68 m   | Olga Saladuchová 14,42 m            | Taťjana Lebeděvová 14,39 m       |
| Vrh koulí      | Valerie Adamsová 20,95 m  | Michelle Carterová 19,60 m          | Jevgenija Kolodková 18,64 m      |
| Hod oštěpem    | Barbora Špotáková 67,19 m | Marija Abakumovová 65,80 m          | Sunette Viljoenová 64,08 m       |